# Wittmackanthus
Wittmackanthus, monotipski rod broćevki raširen po sjeveru Južne Amerike, od Gvajane do Perua, i na sjever do Paname. Opisao ga je Carl Ernst Otto Kuntze 1891. godine. Rod sadrži samo jednu vrstu, drvo ili grm W. stanleyanus, koje može narasti do 35 m visine.

## Sinonimi
- Pallasia Klotzsch
- Alseis darienensis Dwyer
- Calycophyllum stanleyanum M.R.Schomb.
- Pallasia stanleyana (M.R.Schomb.) Klotzsch
- Rondeletia dukei Dwyer & M.V.Hayden